# The Flintstones: The Treasure of Sierra Madrock
The Flintstones: The Treasure of Sierra Madrock är ett SNES-spel Taito, baserat på Familjen Flinta. Spelet innehåller bland annat koder, som låter spelaren fortsätta på samma bana han eller hon dog sist.

### Fotnoter
1. 1 2 3  ”Release information”. GameFAQs. http://www.gamefaqs.com/console/snes/data/588341.html. Läst 17 juni 2008.
2. ↑  ”Composer information”. SNESMusic.org. http://www.snesmusic.org/v2/profile.php?profile=set&selected=926. Läst 14 januari 2012.
3. ↑  ”Story/designer information”. Mobygames. http://www.mobygames.com/game/flintstones-the-treasure-of-sierra-madrock. Läst 17 oktober 2008.